# 于乐乐
于乐乐（YU Lele，1989年3月22日—），北京人，中國女子花樣游泳運動員。

## 簡歷
2010年，于乐乐與隊友參加廣州亞運會花樣游泳比賽的集體及自由組合比賽，奪得兩面金牌。
2014年9月，于乐乐與隊友參加韓國仁川舉行的2014年亞洲運動會韻律泳比賽，在集体项目及自由組合項目奪得兩面金牌。